# شهره قمر
شهره قمر (زادهٔ ۱۲ مهر ۱۳۷۲) بازیگر سینمای ایران است. از مهم‌ترین آثار وی می‌توان به فیلم‌های سینمایی «انعکاس»، «در مدت معلوم»، «کاتی و ستاره»، «دربست آزادی» و «زبان مادری» اشاره داشت. او برای نقش‌آفرینی در فیلم باغ بهشت (۱۳۹۲) دیپلم افتخار از جشنواره فیلم فجر را دریافت کرده‌است. همچنین برای فیلم کاتی و ستاره برنده تندیس بهترین بازیگر در جشنواره کلکته هند و داکا بنگلادش شد.

## آثار

### سینما
| سال  | عنوان        | کارگردان          | مرجع  |
| ---- | ------------ | ----------------- | ----- |
| ۱۳۸۸ | انعکاس       | رضا کریمی         |       |
| ۱۳۸۸ | شرقی         | عبدالرضا منجزی    |       |
| ۱۳۸۸ | کریستال      | محسن محسنی‌نسب     |       |
| ۱۳۸۹ | زبان مادری   | قربان محمدپور     |       |
| ۱۳۹۱ | دل بی‌قرار    | قربان محمدپور     | [ ۵ ] |
| ۱۳۹۱ | چهارباندی    | محمدجعفر باقری‌نیا | [ ۶ ] |
| ۱۳۹۲ | باغ بهشت     | مرتضی محمدیان     | [ ۷ ] |
| ۱۳۹۲ | دربست آزادی  | مهرشاد کارخانی    | [ ۸ ] |
| ۱۳۹۳ | در مدت معلوم | وحید امیرخانی     |       |
| ۱۳۹۷ | کاتی و ستاره | رضا مجلسی         | [ ۹ ] |
| ۱۳۹۸ | عاشق‌پیشه     | داوود موثقی       |       |

### تئاتر
| سال  | عنوان                 | کارگردان      | مرجع   |
| ---- | --------------------- | ------------- | ------ |
| ۱۳۹۶ | لاله‌زار، هتل کاتوزیان | حمید ابراهیمی | [ ۱۰ ] |

## مسائل حقوقی
شهره قمر ادعا کرده است که در سن ۱۵ سالگی توسط یکی از تهیه‌کنندگان معروف سینما مورد تجاوز جنسی قرار گرفته‌است.
در ۴ مرداد ۱۴۰۲ رسانه‌های ایران از بازداشت شهره قمر، به‌دلیل انتشار «مطالب توهین‌آمیز و ادعاهای غیر مستند» خبر دادند. خبرگزاری‌های تسنیم و فارس با انتشار خبر بازداشت او نوشتند که شهره قمر در صفحه اینستاگرام خود مطالبی با مضمون «اتهام و اهانت به مسئولان نظام، آرزوی سلامتی برای نتانیاهو و حمایت از رژیم صهیونیستی و دعوت به آشوب خیابانی» منتشر کرده‌است. قمر در ۲۳ فروردین ۱۴۰۴ به اتهام «حمایت از اسرائیل» به سه سال و شش ماه حبس و به‌ اتهام «نشر اکاذیب» و «تهییج افکار عمومی» به ۱۴ ماه حبس محکوم شد. او و وکیلش، علی شریف‌زاده اردکانی، در اعتراض به این رأی درخواست تجدیدنظر ثبت کردند. 